# Saint-Étienne-de-Baïgorry
Pour les articles homonymes, voir Saint-Étienne et Baïgorry.
Saint-Étienne-de-Baïgorry (en basque: Baigorri) est une commune française située dans le département des Pyrénées-Atlantiques, en région Nouvelle-Aquitaine.
Le gentilé est Baigorriar,.

## Géographie

### Localisation
La commune de Saint-Étienne-de-Baïgorry se trouve dans le département des Pyrénées-Atlantiques, en région Nouvelle-Aquitaine et est frontalière avec l'Espagne (Communauté forale de Navarre).
Elle se situe à 128 km par la route de Pau, préfecture du département, à 52 km de Bayonne, sous-préfecture, et à 50 km de Mauléon-Licharre, bureau centralisateur du canton de Montagne Basque dont dépend la commune depuis 2015 pour les élections départementales.
La commune fait en outre partie du bassin de vie de Saint-Jean-Pied-de-Port.
Les communes les plus proches sont : 
Irouléguy (3,8 km), Anhaux (4,5 km), Banca (5,9 km), Lasse (7,3 km), Ascarat (7,4 km), Saint-Martin-d'Arrossa (7,5 km), Uhart-Cize (8,3 km), Ossès (9,0 km).
Sur le plan historique et culturel, Saint-Étienne-de-Baïgorry fait partie de la province de la Basse-Navarre, un des sept territoires composant le Pays basque,. La Basse-Navarre en est la province la plus variée en ce qui concerne son patrimoine, mais aussi la plus complexe du fait de son morcellement géographique. Depuis 1999, l'Académie de la langue basque ou Euskalzaindia divise la Basse-Navarre en six zones,. La commune est dans le pays de Baïgorry-Ossès (Baigorri-Ortzaize), au sud-ouest de ce territoire.
La commune est frontalière avec l'Espagne (Navarre) à l'ouest.

### Communes limitrophes
Les communes limitrophes sont  Anhaux, Banca, Baztan, Bidarray, Irouléguy et Saint-Martin-d'Arrossa.
|                  | Bidarray                  | Saint-Martin-d'Arrossa |
| Baztan (Espagne) | Saint-Étienne-de-Baïgorry | Irouléguy              |
|                  | Banca                     | Anhaux                 |

### Paysages et relief
|  |  |

L'Adartza, 1250 m, est un mont situé entre Saint-Étienne-de-Baïgorry, Lasse et Anhaux.
Le Munhoa (ou Monhoa), 1021 m, est un mont situé entre Saint-Étienne-de-Baïgorry et Saint-Jean-Pied-de-Port. On y accède à partir d'Anhaux, Lasse ou Saint-Étienne-de-Baïgorry.
L'Ahintziaga, 905 m, est un sommet frontalier surplombant par l'ouest Saint-Étienne-de-Baïgorry.
L'Hautza, 1306 m, est un sommet du Pays basque espagnol surplombant par l'ouest Saint-Étienne-de-Baïgorry.
Le mont Adi, 1450 m, est une montagne entre Saint-Étienne-de-Baïgorry et Urepel.
Le col d'Ispéguy est un col de 672 m, entre Saint-Étienne-de-Baïgorry et Errazu, relie la vallée du Baztan (nom du cours supérieur de la Bidassoa) en Navarre à la vallée des Aldudes.

### Hydrographie

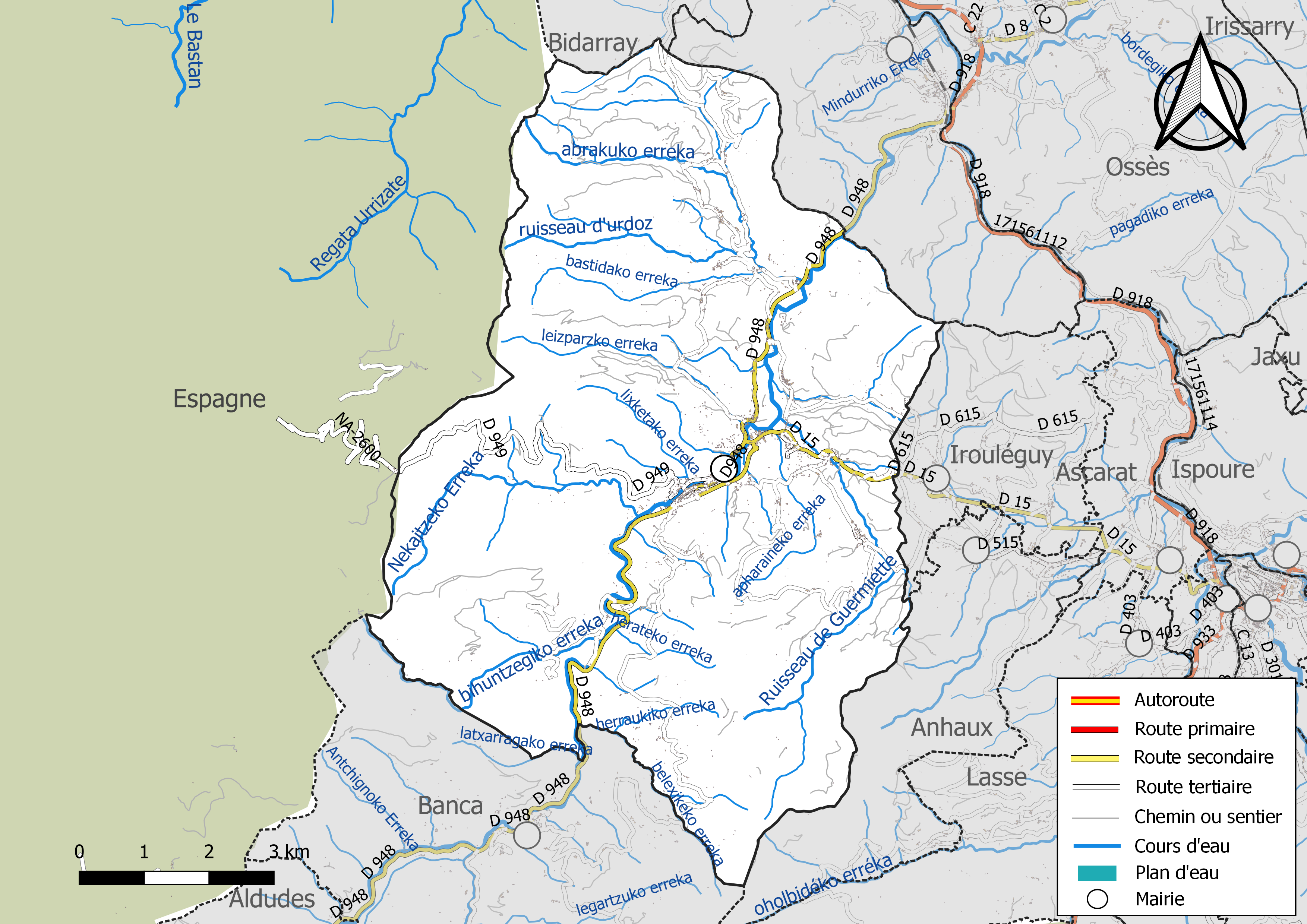
Réseaux hydrographique et routier de Saint-Étienne-de-Baïgorry.

La commune est traversée par la Nive des Aldudes, affluent de la Nive, et par ses tributaires, le ruisseau de Guermiette, Bihuntzeguiko erreka (ainsi que par l'affluent de celui-ci, Herauneko erreka), les ruisseaux de Lespars et de Zahaztoy (ainsi que par les affluents de celui-ci, Abrakou erreka et le ruisseau de Sargaraï), Belechiko erreka (ainsi que par les tributaires de celui-ci, Hérraukiko erreka et Tihistako erreka), Aparaineko erreka, Lichketako erreka, Latcharrako erreka, Heratéko erreka et Nekaitzeko erreka (ainsi que par l'affluent de ce dernier, Marmarako erreka).

### Climat
Pour des articles plus généraux, voir Climat de la Nouvelle-Aquitaine et Climat des Pyrénées-Atlantiques.
Historiquement, la commune est exposée à un micro climat océanique basque.  
En 2020, Météo-France publie une typologie des climats de la France métropolitaine dans laquelle la commune est exposée à un climat de montagne et est dans la région climatique Pyrénées atlantiques, caractérisée par une pluviométrie élevée (>1 200 mm/an) en toutes saisons, des hivers très doux (7,5 °C en plaine) et des vents faibles.
Pour la période 1971-2000, la température annuelle moyenne est de 13,4 °C, avec une amplitude thermique annuelle de 12,3 °C. Le cumul annuel moyen de précipitations est de 1 772 mm, avec 12,7 jours de précipitations en janvier et 9,1 jours en juillet. Pour la période 1991-2020, la température moyenne annuelle observée sur la station météorologique la plus proche, située sur la commune de Banca à 6 km à vol d'oiseau, est de 13,7 °C et le cumul annuel moyen de précipitations est de 1 794,1 mm,. Pour l'avenir, les paramètres climatiques de la commune estimés pour 2050 selon différents scénarios d’émission de gaz à effet de serre sont consultables sur un site dédié publié par Météo-France en novembre 2022.

### Milieux naturels et biodiversité

#### Réseau Natura 2000
Le réseau Natura 2000 est un réseau écologique européen de sites naturels d'intérêt écologique élaboré à partir des Directives « Habitats » et « Oiseaux », constitué de zones spéciales de conservation (ZSC) et de zones de protection spéciale (ZPS).
Deux sites Natura 2000 ont été définis sur la commune au titre de la « directive Habitats », : 
- « la Nive », d'une superficie de 9 473 ha, un des rares bassins versants à accueillir l'ensemble des espèces de poissons migrateurs du territoire français, excepté l'Esturgeon européen[24] ;
- les « montagnes des Aldudes », d'une superficie de 18 474 ha, ayant une vocation essentiellement pastorale, et dans une moindre mesure forestière, ce qui a engendré une mosaïque complexe de milieux, qui accueillent une grande diversité d’espèces de flore et de faune[25] ;

et une au titre de la « directive Oiseaux », : 
- la « vallée de la Nive des Aldudes, Col de Lindux », d'une superficie de 14 767 ha, un massif montagneux schisteux à nombreux faciès rupestres, et pelouses montagnardes[26].

#### Zones naturelles d'intérêt écologique, faunistique et floristique
L’inventaire des zones naturelles d'intérêt écologique, faunistique et floristique (ZNIEFF) a pour objectif de réaliser une couverture des zones les plus intéressantes sur le plan écologique, essentiellement dans la perspective d’améliorer la connaissance du patrimoine naturel national et de fournir aux différents décideurs un outil d’aide à la prise en compte de l’environnement dans l’aménagement du territoire.
Deux ZNIEFF de type 1 sont recensées sur la commune, : 
la « Crête d'Iparla et Artzamendi » (2 125,65 ha), couvrant 3 communes du département et 
les « milieux tourbeux d'Elhorrieta et d'Elhorriko Kaskoa » (12,59 ha), couvrant 2 communes du département
et trois ZNIEFF de type 2,, : 
- les « landes de Larla-Jarra et d'Orzaize-Izpura » (4 429,5 ha), couvrant 10 communes du département[30] ;
- les « montagnes et vallées des Aldudes, massifs du Mondarrain et de l'Artzamendi » (23 074,84 ha), couvrant 9 communes du département[31] ;
- le « réseau hydrographique des Nives » (3 596,23 ha), couvrant 33 communes du département[32].

## Urbanisme

### Typologie
Au 1er janvier 2024, Saint-Étienne-de-Baïgorry est catégorisée commune rurale à habitat dispersé, selon la nouvelle grille communale de densité à sept niveaux définie par l'Insee en 2022.
Elle est située hors unité urbaine et hors attraction des villes,.

### Occupation des sols

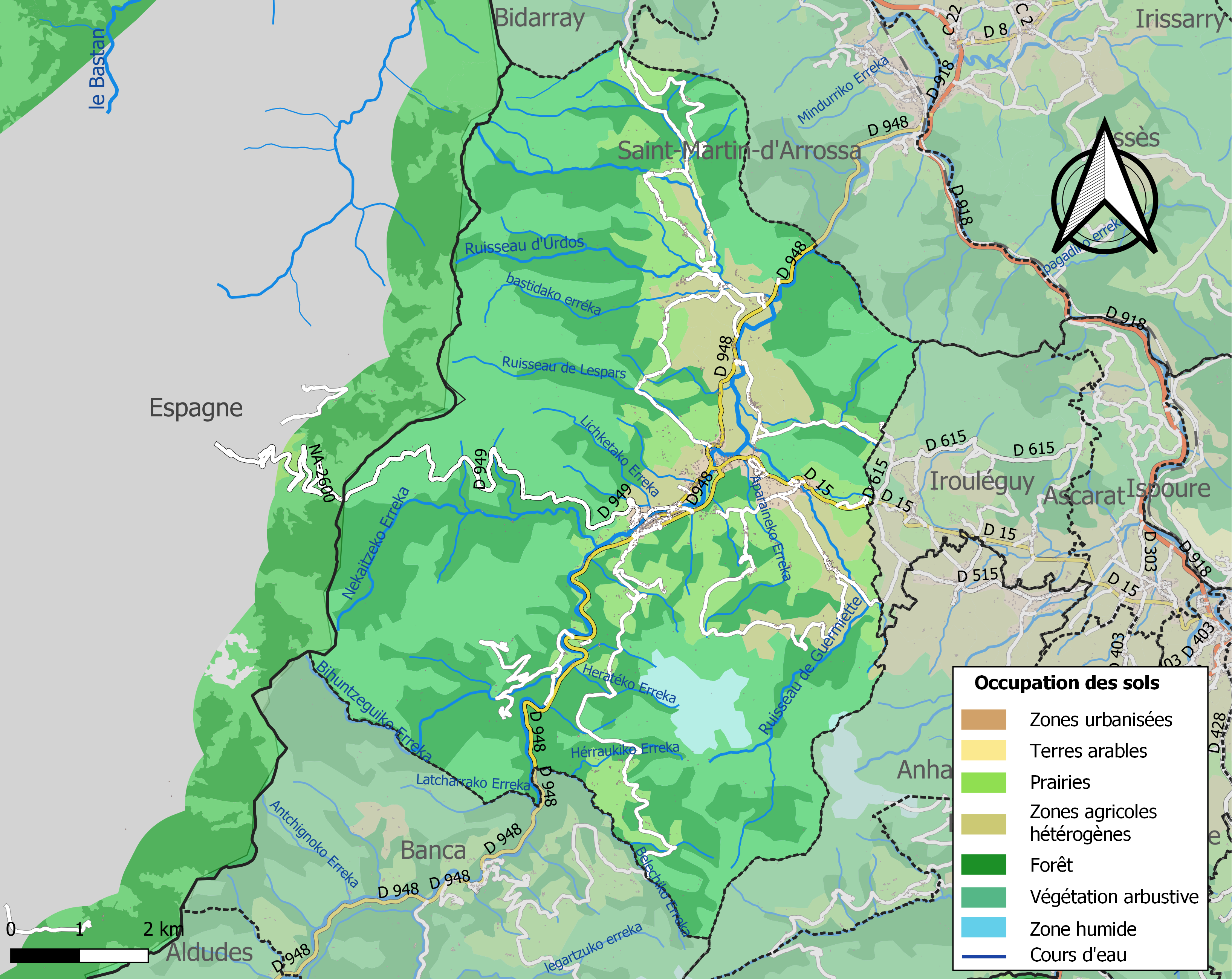
Carte des infrastructures et de l'occupation des sols de la commune en 2018 (CLC).

L'occupation des sols de la commune, telle qu'elle ressort de la base de données européenne d’occupation biophysique des sols Corine Land Cover (CLC), est marquée par l'importance des forêts et milieux semi-naturels (76,4 % en 2018), une proportion sensiblement équivalente à celle de 1990 (77,1 %). La répartition détaillée en 2018 est la suivante : 
milieux à végétation arbustive et/ou herbacée (39,5 %), forêts (34,9 %), prairies (13,6 %), zones agricoles hétérogènes (8,5 %), espaces ouverts, sans ou avec peu de végétation (2 %), zones urbanisées (1,5 %). L'évolution de l’occupation des sols de la commune et de ses infrastructures peut être observée sur les différentes représentations cartographiques du territoire : la carte de Cassini (XVIIIe siècle), la carte d'état-major (1820-1866) et les cartes ou photos aériennes de l'IGN pour la période actuelle (1950 à aujourd'hui).

### Lieux-dits et hameaux
- Aphalen
- Auzo ttipi
- Bastida
- Belexi
- Berhoa
- Borciriette
- Eiheralde
- Eraun alde
- Etzaun alde
- Etchaux
- Germieta ou Guermiette
- Haritzalde
- Iparragere
- Izpegi
- Karrika
- Lamotainpareta
- Landagarraia
- Leizpartz
- Licérasse
- Mokozainia
- Oilarandoy
- Okoze ou Occos
- Otikoren
- Plaza xoko
- Quarraquey
- Saint-Étienne
- Urdoze ou Urdos

### Voies de communication et transports

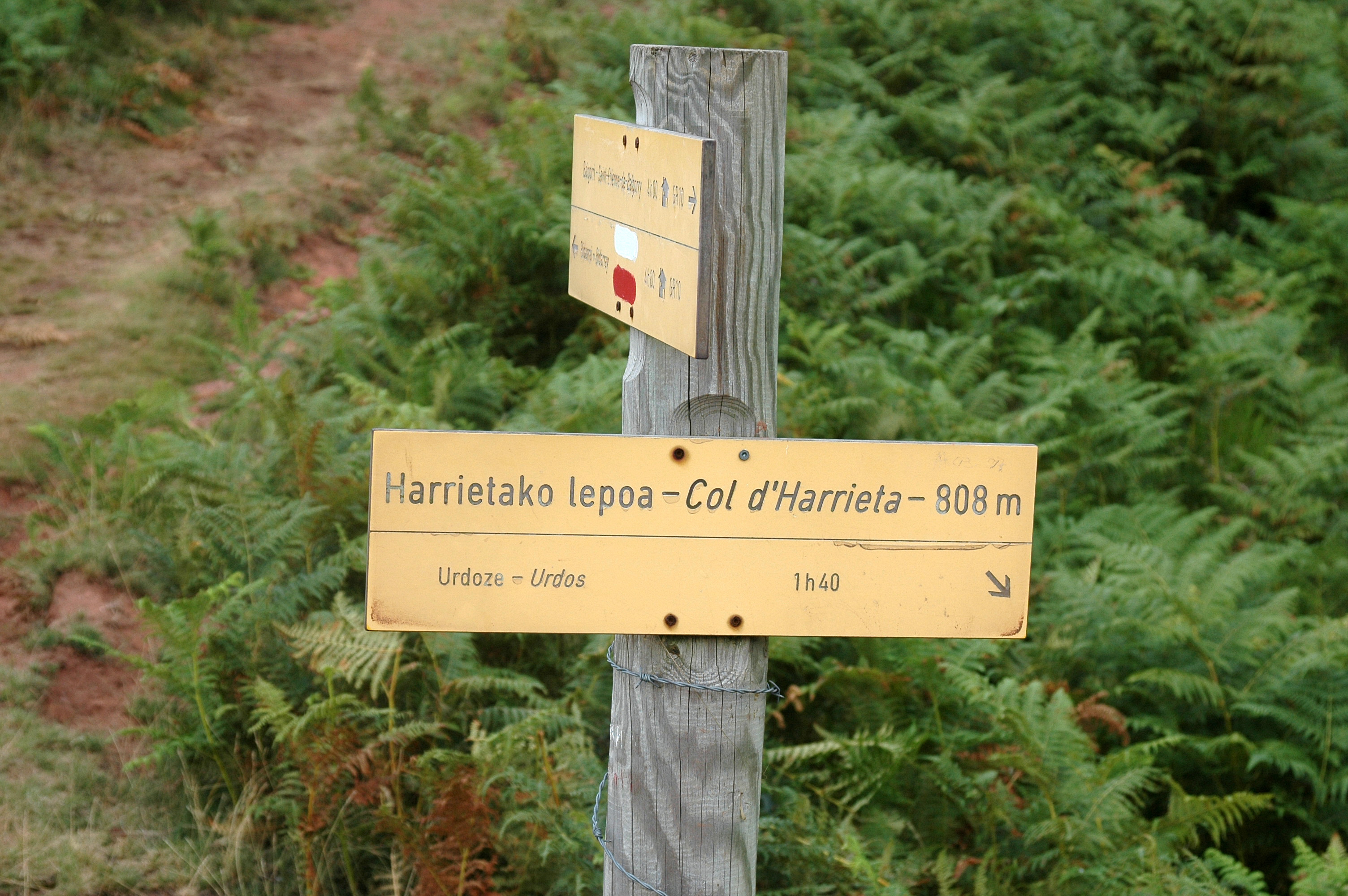
GR 10 au col d'Harriéta.

Saint-Étienne-de-Baïgorri est reliée par autocar à Ossès sur le réseau du TER Nouvelle-Aquitaine.
 Elle est desservie par les routes départementales D 15 et D 948.

#### Sentiers de randonnée
Saint-Étienne-de-Baïgorry se situe sur le GR 10, sentier de grande randonnée (GR) qui traverse la chaîne des Pyrénées d'ouest en est. C'est le point de départ de la randonnée parcourant les crêtes d'Iparla et aboutissant à Bidarray en empruntant le GR 10, à cheval sur la frontière avec l'Espagne.

### Risques majeurs
Le territoire de la commune de Saint-Étienne-de-Baïgorry est vulnérable à différents aléas naturels : météorologiques (tempête, orage, neige, grand froid, canicule ou sécheresse), inondations, feux de forêts et séisme (sismicité moyenne). Il est également exposé à un risque particulier : le risque de radon. Un site publié par le BRGM permet d'évaluer simplement et rapidement les risques d'un bien localisé soit par son adresse soit par le numéro de sa parcelle.

#### Risques naturels
Certaines parties du territoire communal sont susceptibles d’être affectées par le risque d’inondation par une crue torrentielle ou à montée rapide de cours d'eau, notamment la Nive des Aldudes. La commune a été reconnue en état de catastrophe naturelle au titre des dommages causés par les inondations et coulées de boue survenues en 1982, 1983, 2006, 2009, 2011, 2013, 2014, 2019 et 2021,.
Saint-Étienne-de-Baïgorry est exposée au risque de feu de forêt. En 2020, le premier plan de protection des forêts contre les incendies (PDPFCI) a été adopté pour la période 2020-2030. La réglementation des usages du feu à l’air libre et les obligations légales de débroussaillement dans le département des Pyrénées-Atlantiques font l'objet d'une consultation de public ouverte du 16 septembre au 7 octobre 2022,.

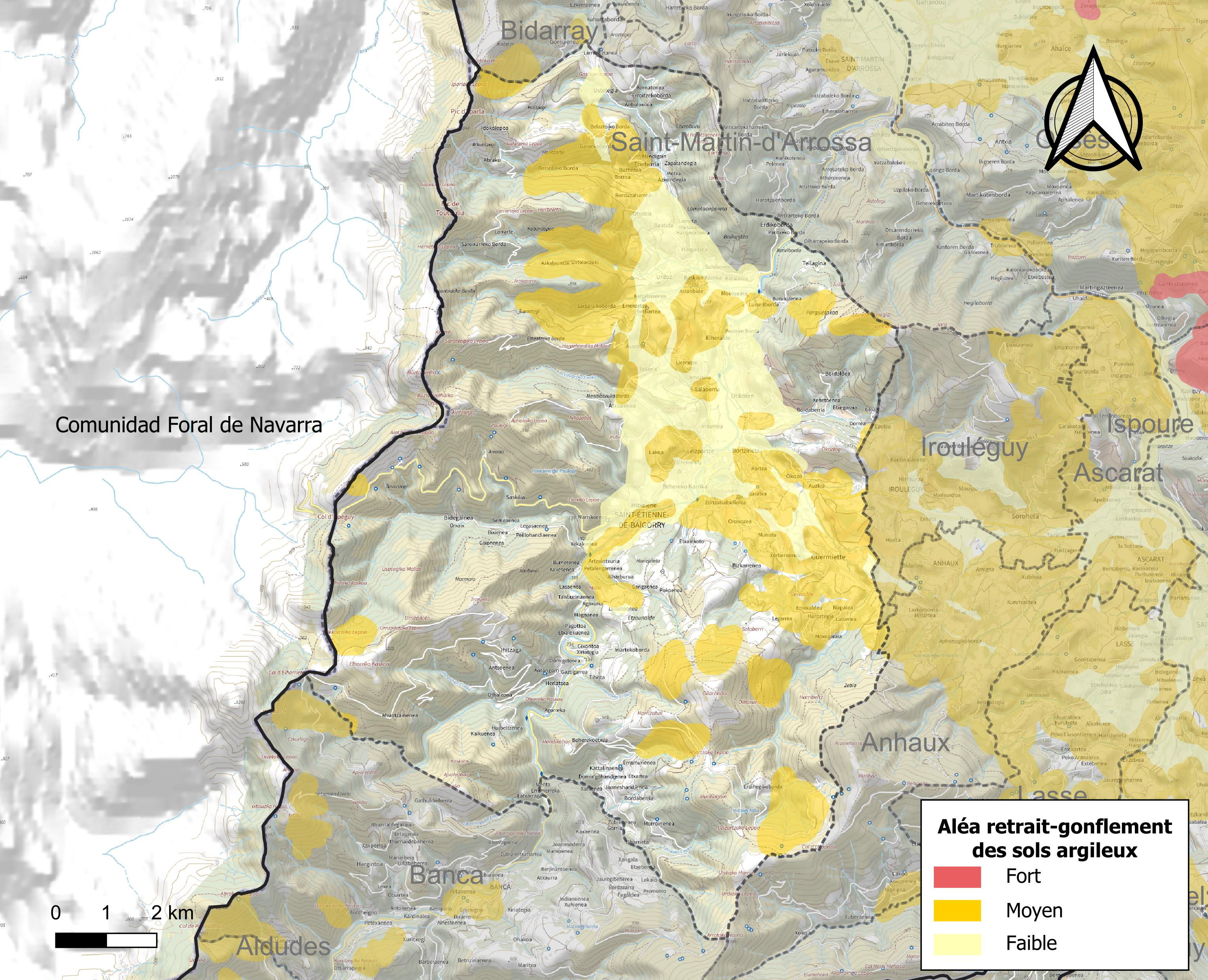
Carte des zones d'aléa retrait-gonflement des sols argileux de Saint-Étienne-de-Baïgorry.

Le retrait-gonflement des sols argileux est susceptible d'engendrer des dommages importants aux bâtiments en cas d’alternance de périodes de sécheresse et de pluie. 21,1 % de la superficie communale est en aléa moyen ou fort (59 % au niveau départemental et 48,5 % au niveau national). Depuis le 1er octobre 2020, en application de la loi ELAN, différentes contraintes s'imposent aux vendeurs, maîtres d'ouvrages ou constructeurs de biens situés dans une zone classée en aléa moyen ou fort,.
Concernant les mouvements de terrains, la commune a été reconnue en état de catastrophe naturelle au titre des dommages causés par des mouvements de terrain en 2013 et 2014.

#### Risque particulier
Dans plusieurs parties du territoire national, le radon, accumulé dans certains logements ou autres locaux, peut constituer une source significative d’exposition de la population aux rayonnements ionisants. Selon la classification de 2018, la commune de Saint-Étienne-de-Baïgorry est classée en zone 2, à savoir zone à potentiel radon faible mais sur lesquelles des facteurs géologiques particuliers peuvent faciliter le transfert du radon vers les bâtiments.

## Toponymie

### Mentions anciennes
Le toponyme Saint-Étienne-de-Baïgorry apparaît sous les formes Vallis que dicitur Bigur (980), Beguer, Beigur, Baigur et Baigorrie (1238), Sanctus-Stephanus de Bayguerr (1335, chapitre de Bayonne), Sant-Esteban (1513, titres de Pampelune),Baygorri (1650) et
Thermopile (1793).
Aphalen, désignant un mont situé sur la frontière avec l'Espagne, est attesté en 1863 dans le dictionnaire topographique Béarn-Pays basque.
Le toponyme Bastida apparaît sous les formes La Bastida (1513, titres de Pampelune) et La Bastide (1863, dictionnaire topographique Béarn-Pays basque).
Gathuly est le nom d’un mont qui s’étend sur les territoires des communes de Banca et de Saint-Étienne-de-Baïgorry.
Le toponyme Guermiette est mentionné en 1264 et apparaît sous la forme Guermieta (1513, titres de Pampelune).
Le toponyme Leizpartz est mentionné en 1264, puis 1350 et apparaît sous les formes Leizparz (1513, titres de Pampelune) et Leïspars (1863, dictionnaire topographique Béarn-Pays basque).
Le toponyme Licérasse apparaît sous les formes Liçaraçu (1402, titres de Navarre, E 459), Licarasse (1445, collection Duchesne volume CXIV, feuillet 177), Lizarazu (1525, titres de la Camara de Comptos), Lizaraçu (1621, Martin Biscay) et Licerasse (1863, dictionnaire topographique Béarn-Pays basque).
Le toponyme Occos apparaît sous les formes Oucoz et Aucoz (1328 pour ces deux formes, titres de la Camara de Comptos) et Oquoz (1513, titres de Pampelune).
Le toponyme Otikoren apparaît sous les formes Oticoren (1513, titres de Pampelune) et Otticoren (1863, dictionnaire topographique Béarn-Pays basque).
Le toponyme Urdos apparaît sous les formes Urdos de la Bastida (1513, titres de Pampelune) et Urdoz (1621, Martin Biscay).

### Graphie basque
Son nom basque actuel est Baigorri.

### Étymologie
Le mot « Baigorri », dans sa forme francisée « Baïgorry », vient du basque ibai gorri et signifie « rivière rouge »,.

## Histoire
En 1391, Saint-Étienne-de-Baïgorry englobait les communes actuelles de Anhaux, Ascarat, Irouléguy et Lasse.
En 1795, le Directoire incita un grand nombre de municipalités à adopter de nouveaux noms conformes à l'esprit de la Révolution. Ainsi Saint-Étienne-de-Baïgorry s'appela Thermopile.
En 2023, la mairie de Saint-Étienne-de-Baïgorry a lancé une commission patrimoine afin de recenser les trésors oubliés. Elle a lancé un appel aux habitants pour qu'ils sortent de leur grenier leurs anciens documents, photos, vidéos. Des fouilles archéologiques étaient aussi envisagées.

## Politique et administration

### Liste des maires
| Période                                  | Période  | Identité              | Étiquette | Qualité            |
| ---------------------------------------- | -------- | --------------------- | --------- | ------------------ |
| Les données manquantes sont à compléter. |          |                       |           |                    |
| 1995                                     | 2001     | Marcel Monlong        |           | Conseiller général |
| 2001                                     | 2014     | Jean-Baptiste Lambert | UMP       | Conseiller général |
| 2014                                     | 2023     | Jean-Michel Coscarat  | SE EH Bai |                    |
| 2023                                     | En cours | Antton Curutcharry    |           |                    |

### Résultats électoraux
- Élections présidentielles 2007 2e tour : N. Sarkozy 52,61 % / S. Royal 47,39 %
- Élections législatives 2007 2e tour : J. Lassalle (Modem) 40,37 % / H. Lucbereilh (UMP) 33,65 % / J-P. Domecq (PS) 25,98 %

### Intercommunalité
La commune de Saint-Étienne-de-Baïgorry participe à cinq structures intercommunales :
- la communauté d'agglomération du Pays Basque ;
- le syndicat d'énergie des Pyrénées-Atlantiques ;
- le syndicat intercommunal pour l'aménagement et la gestion de l'abattoir de Saint-Jean-Pied-de-Port ;
- le syndicat intercommunal pour le soutien à la culture basque ;
- le syndicat mixte du bassin versant de la Nive.

## Population et société

### Démographie
L'enquête de 1786 recense à Saint-Étienne 208 maisons et 1698 personnes.
Cette même enquête relève à Leispars 108 maisons et 697 personnes, à La Bastide 66 maisons et 513 personnes, à Othicoren 27 maisons et 203 personnes et à Occos 74 maisons et 582 personnes.

L'évolution du nombre d'habitants est connue à travers les recensements de la population effectués dans la commune depuis 1793. Pour les communes de moins de 10 000 habitants, une enquête de recensement portant sur toute la population est réalisée tous les cinq ans, les populations de référence des années intermédiaires étant quant à elles estimées par interpolation ou extrapolation. Pour la commune, le premier recensement exhaustif entrant dans le cadre du nouveau dispositif a été réalisé en 2006.

En 2022, la commune comptait 1 540 habitants, en évolution de +3,56 % par rapport à 2016 (Pyrénées-Atlantiques : +3,78 %, France hors Mayotte : +2,11 %).
| 1793  | 1800  | 1806  | 1821  | 1831  | 1836  | 1841  | 1846  | 1851  |
| ----- | ----- | ----- | ----- | ----- | ----- | ----- | ----- | ----- |
| 3 496 | 2 411 | 2 856 | 2 876 | 3 463 | 3 380 | 3 266 | 3 256 | 3 082 |

| 1856  | 1861  | 1866  | 1872  | 1876  | 1881  | 1886  | 1891  | 1896  |
| ----- | ----- | ----- | ----- | ----- | ----- | ----- | ----- | ----- |
| 2 760 | 2 600 | 2 521 | 2 367 | 2 451 | 2 392 | 2 343 | 2 343 | 2 280 |

| 1901  | 1906  | 1911  | 1921  | 1926  | 1931  | 1936  | 1946  | 1954  |
| ----- | ----- | ----- | ----- | ----- | ----- | ----- | ----- | ----- |
| 2 414 | 2 355 | 2 627 | 2 254 | 2 370 | 2 208 | 2 174 | 2 164 | 2 117 |

| 1962  | 1968  | 1975  | 1982  | 1990  | 1999  | 2006  | 2011  | 2016  |
| ----- | ----- | ----- | ----- | ----- | ----- | ----- | ----- | ----- |
| 2 181 | 2 022 | 1 783 | 1 691 | 1 565 | 1 525 | 1 602 | 1 585 | 1 487 |

| 2021  | 2022  | - | - | - | - | - | - | - |
| ----- | ----- | - | - | - | - | - | - | - |
| 1 520 | 1 540 | - | - | - | - | - | - | - |

### Enseignement
La commune dispose de trois écoles : l'école primaire privée Baigorriko Ama Ikastola, l'école primaire privée Donostei et l'école primaire publique. La première propose un enseignement basque par immersion alors que les deux autres proposent un enseignement bilingue français-basque à parité horaire.
Deux collèges sont présents sur la commune : l'un public (collège Jean-Pujo) et l'autre privé (Donostei).

### Sports
L'Union sportive Baigorri est un club de rugby à XV créé en 1971, représentation la ville de Saint-Étienne-de-Baïgorry. Il disparaît en 2003.
L'Union sportive Nafarroa est un club de rugby à XV créé en 2003, né de la fusion de l'US Garazi de Saint-Jean-Pied-de-Port et de l'US Baigorri de Saint-Étienne-de-Baïgorry. Son siège social est basé à Saint-Jean-Pied-de-Port et son siège annexe à Saint-Étienne-de-Baïgorry.
Saint-Étienne-de-Baïgorry offre la possibilité de pratiquer la pelote basque en trinquet, mur à gauche et en plein air grâce à plusieurs frontons. On peut surtout, aux beaux jours, assister à des parties de rebot, discipline particulièrement spectaculaire. Le club de la ville, le Zaharrer Segi fait partie des meilleurs clubs du Pays basque,.

## Économie
La forge d'Etchauz est un ancien établissement sidérurgique, situé à 1,5 km au sud du bourg. Il fut en activité du milieu du XVIIe siècle à 1785.
La commune fait partie de la zone de production du vignoble d'Irouléguy et de celle de l'ossau-iraty. L'activité est principalement agricole.
|  |  |

## Culture locale et patrimoine

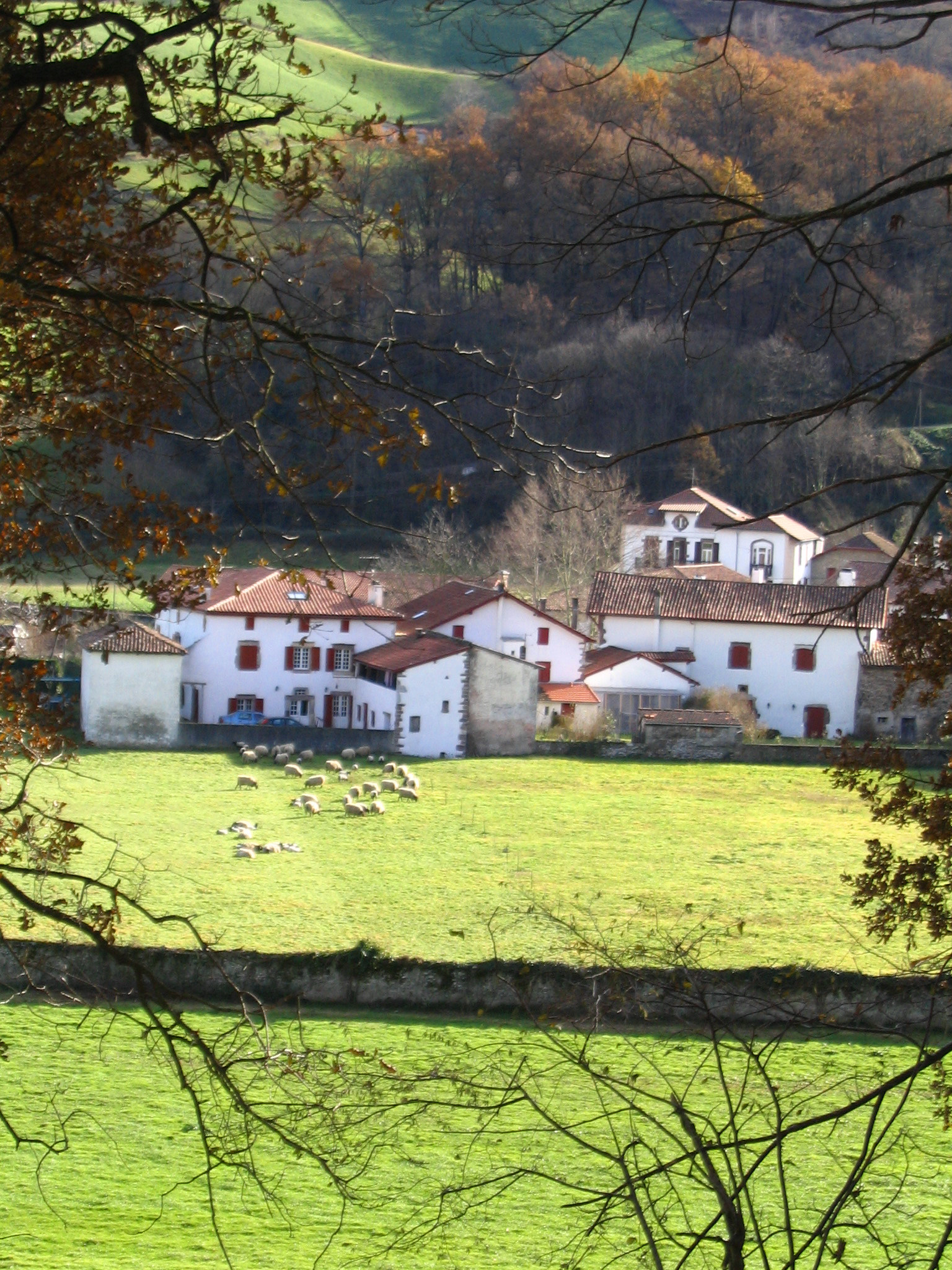
Vue du village depuis le domaine d'Etxauz.

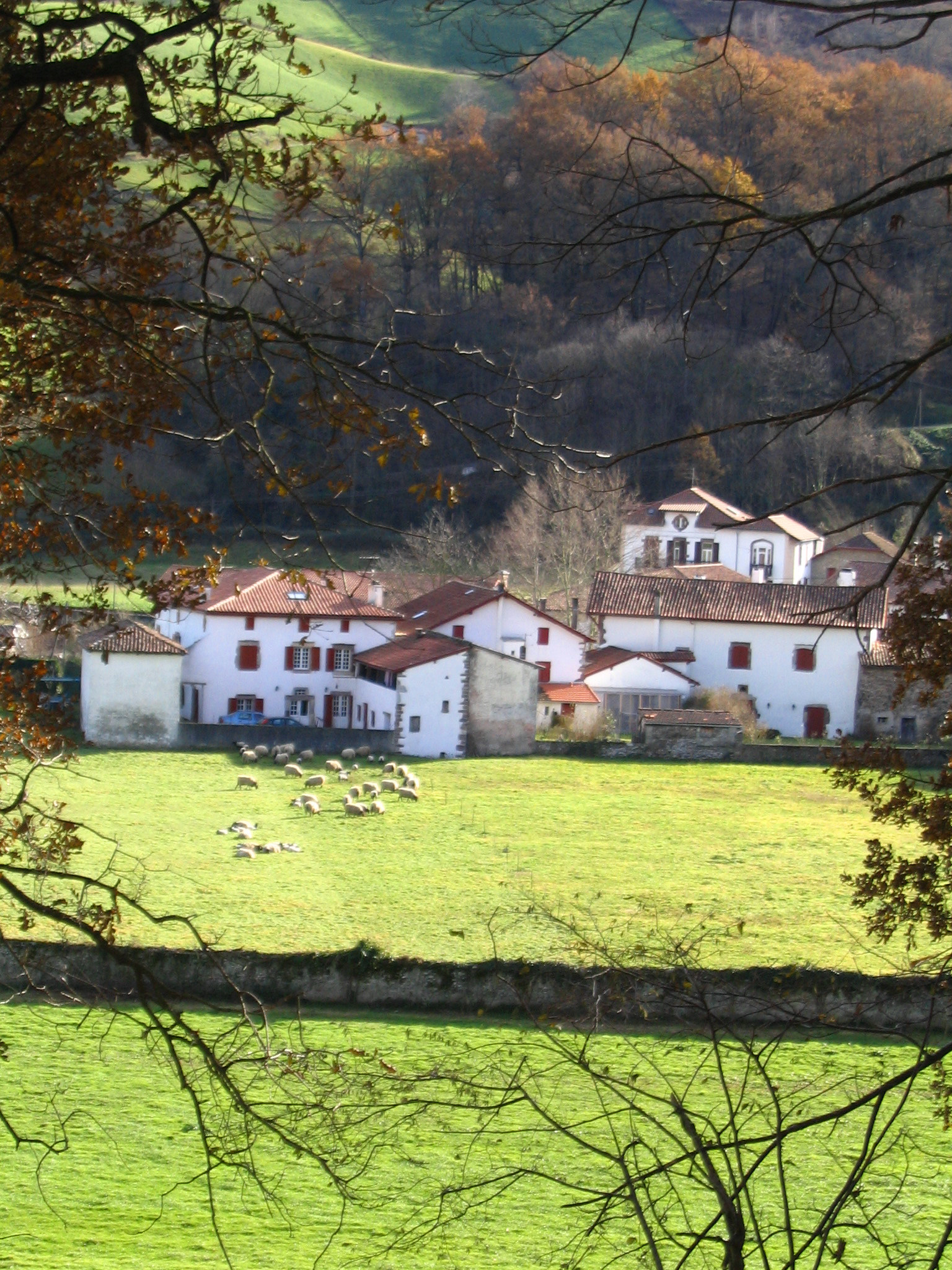
Vue du village depuis le domaine d'Etxauz.
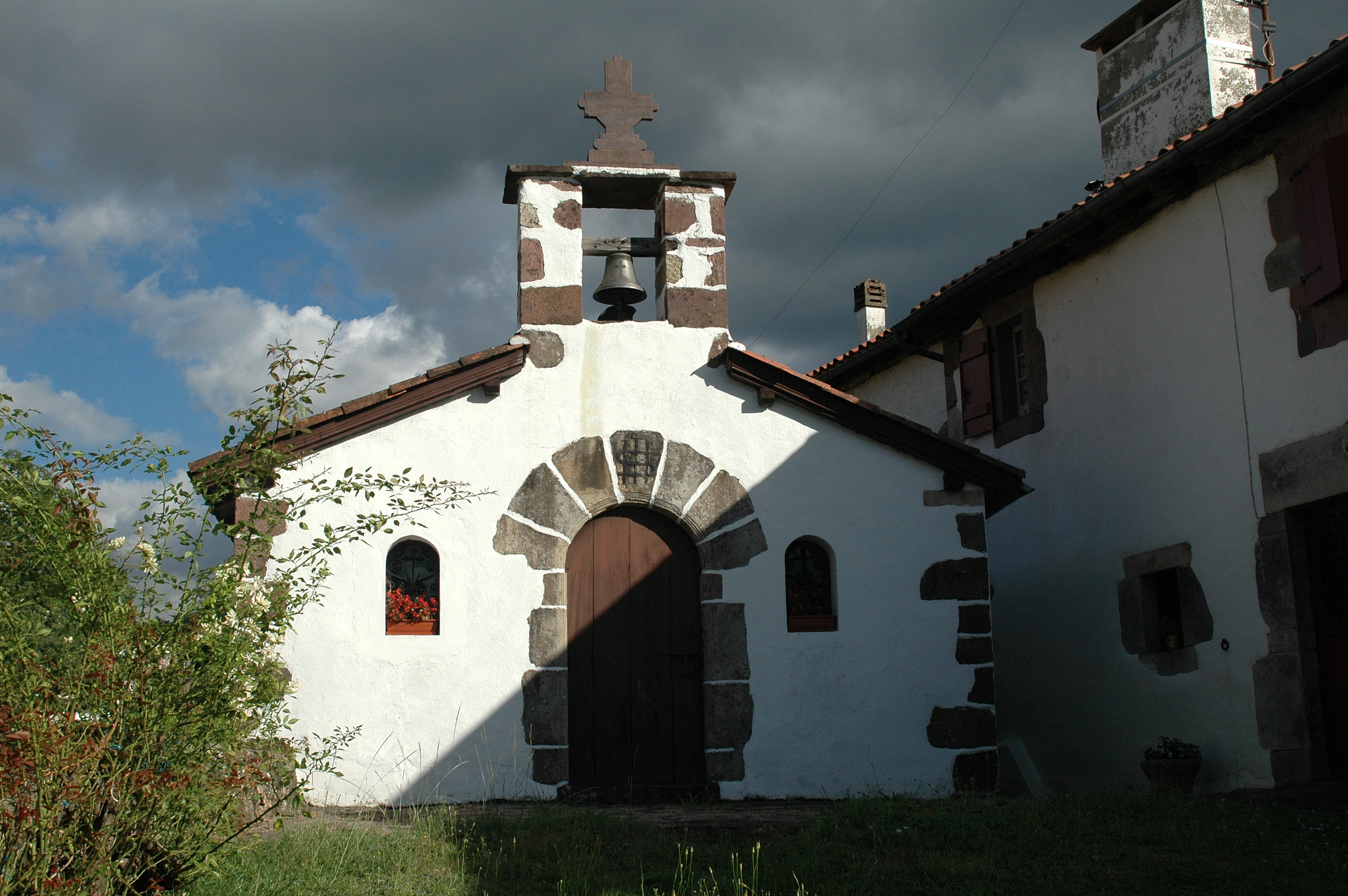
La chapelle Saint-Sauveur d'Occos.
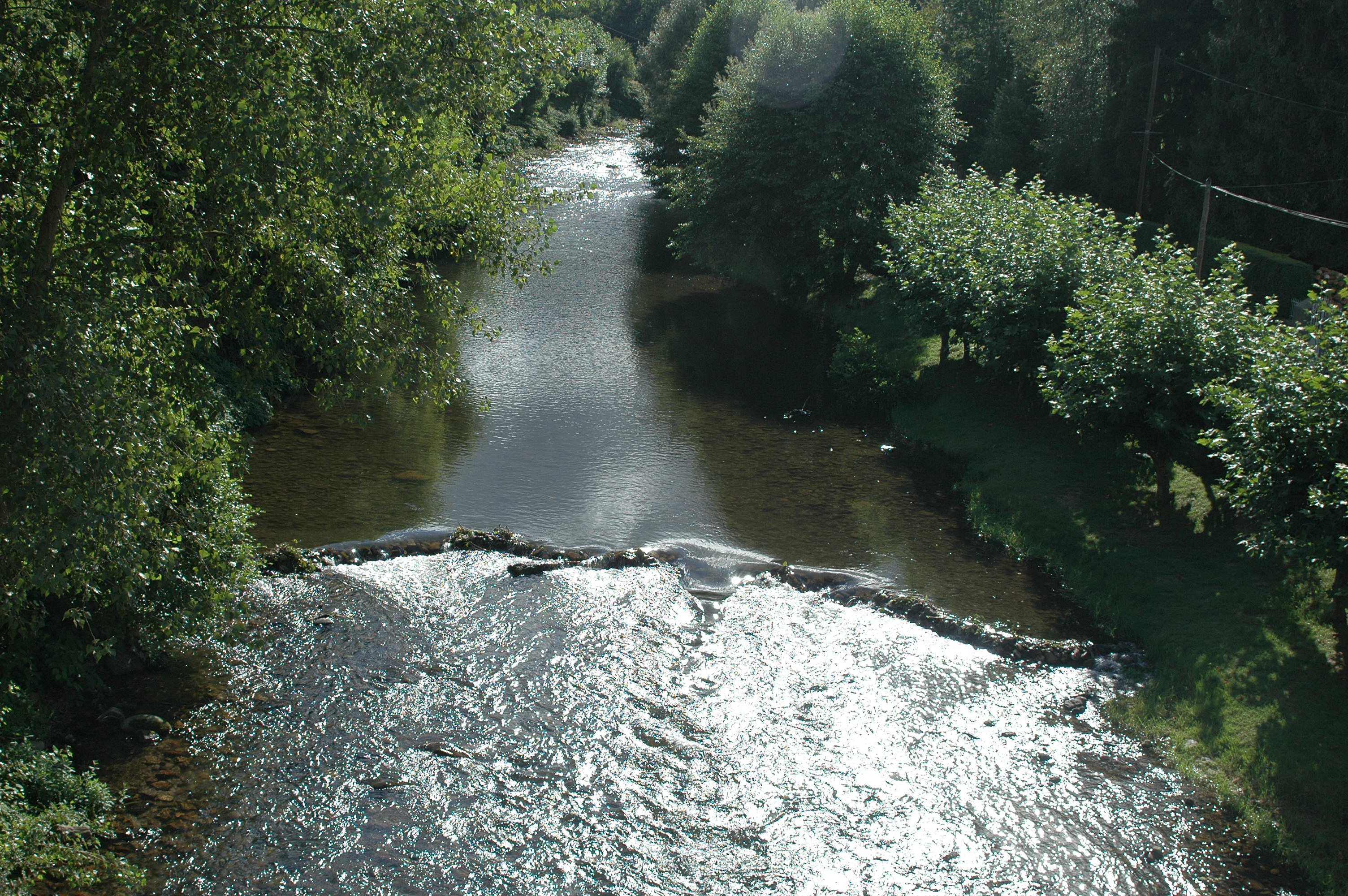
Petit barrage sur la Nive des Aldudes.
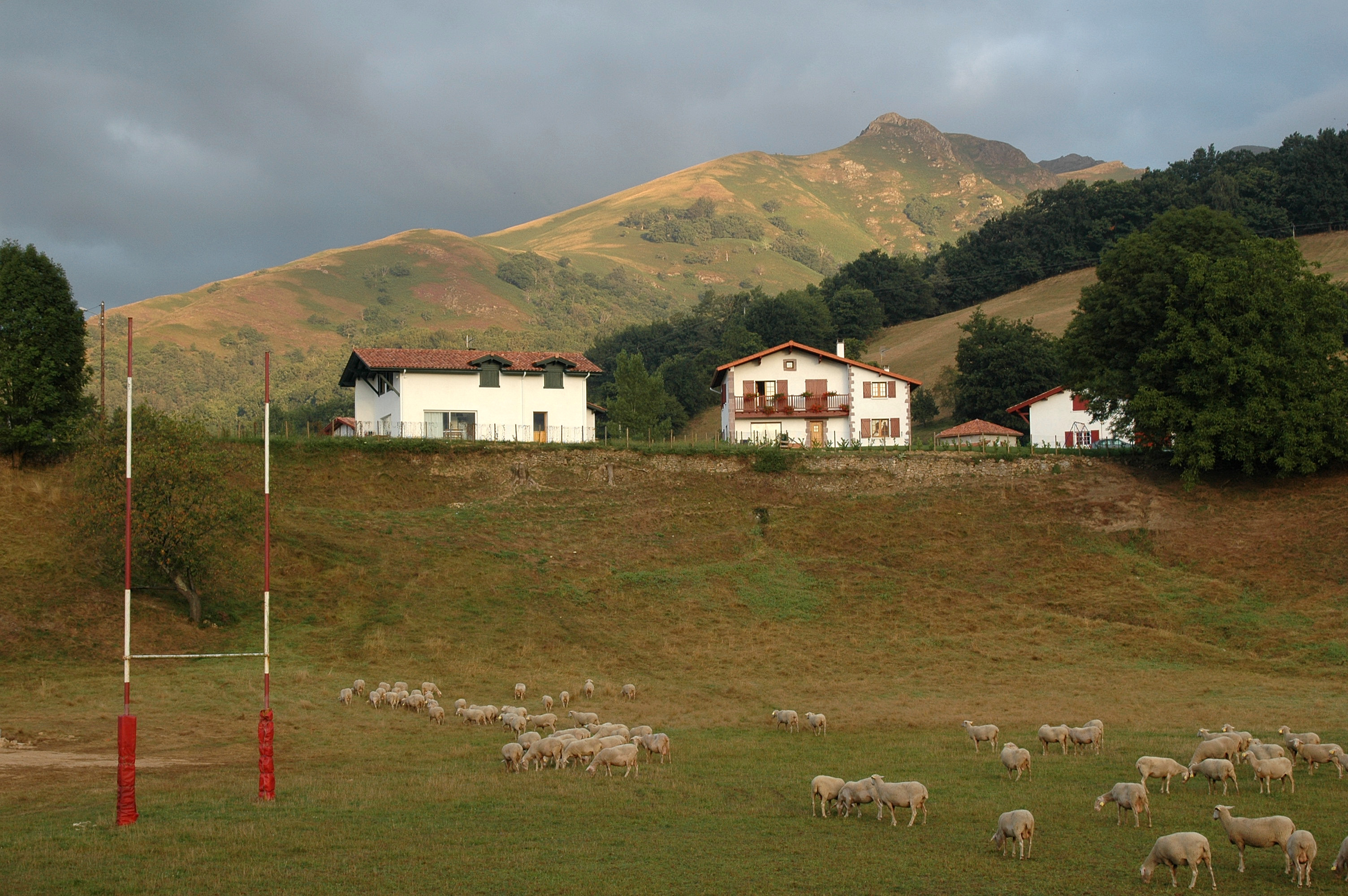
Le terrain de rugby envahi par les moutons.
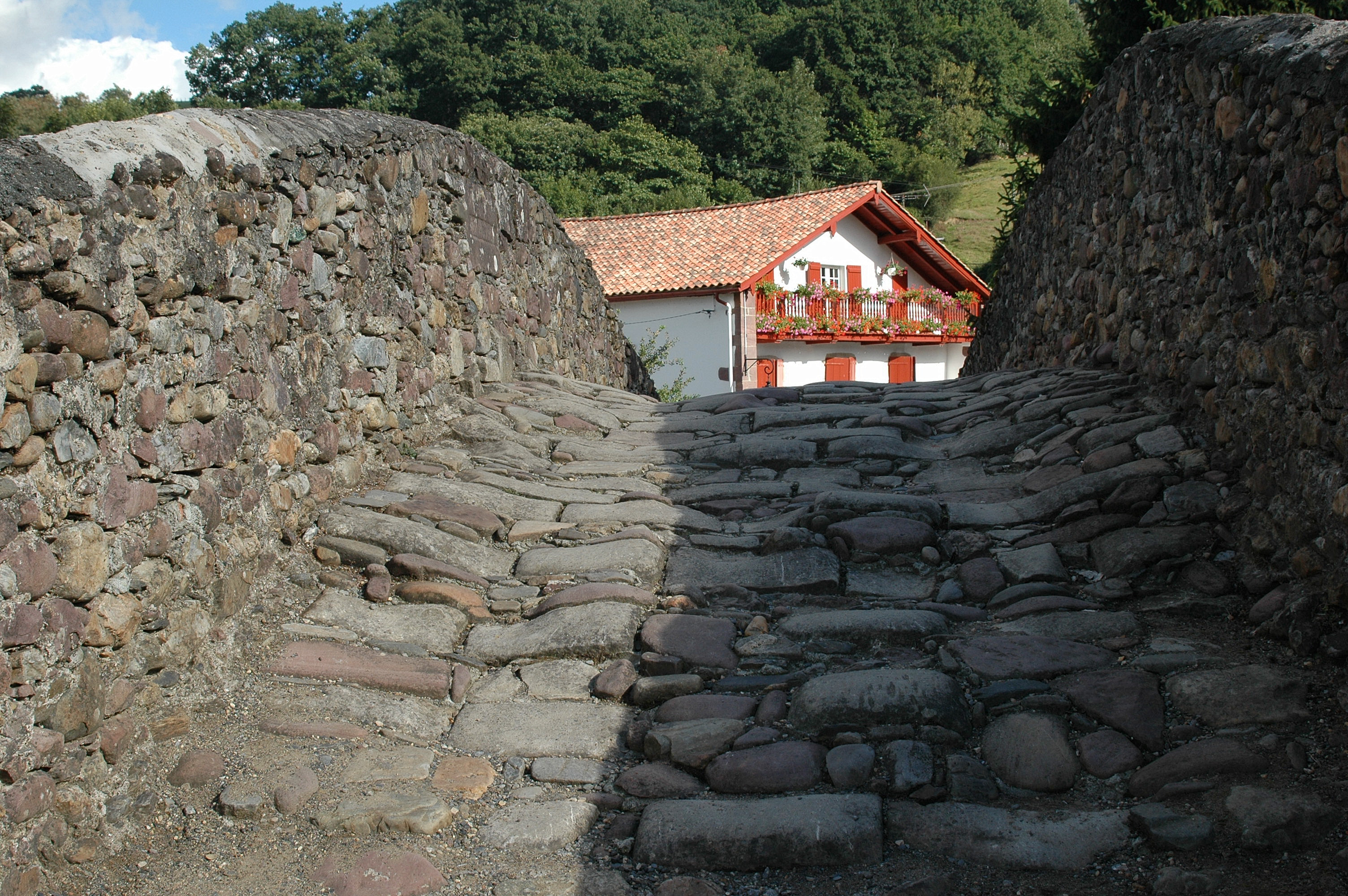
Le pont romain (1661) sur la Nive des Aldudes.
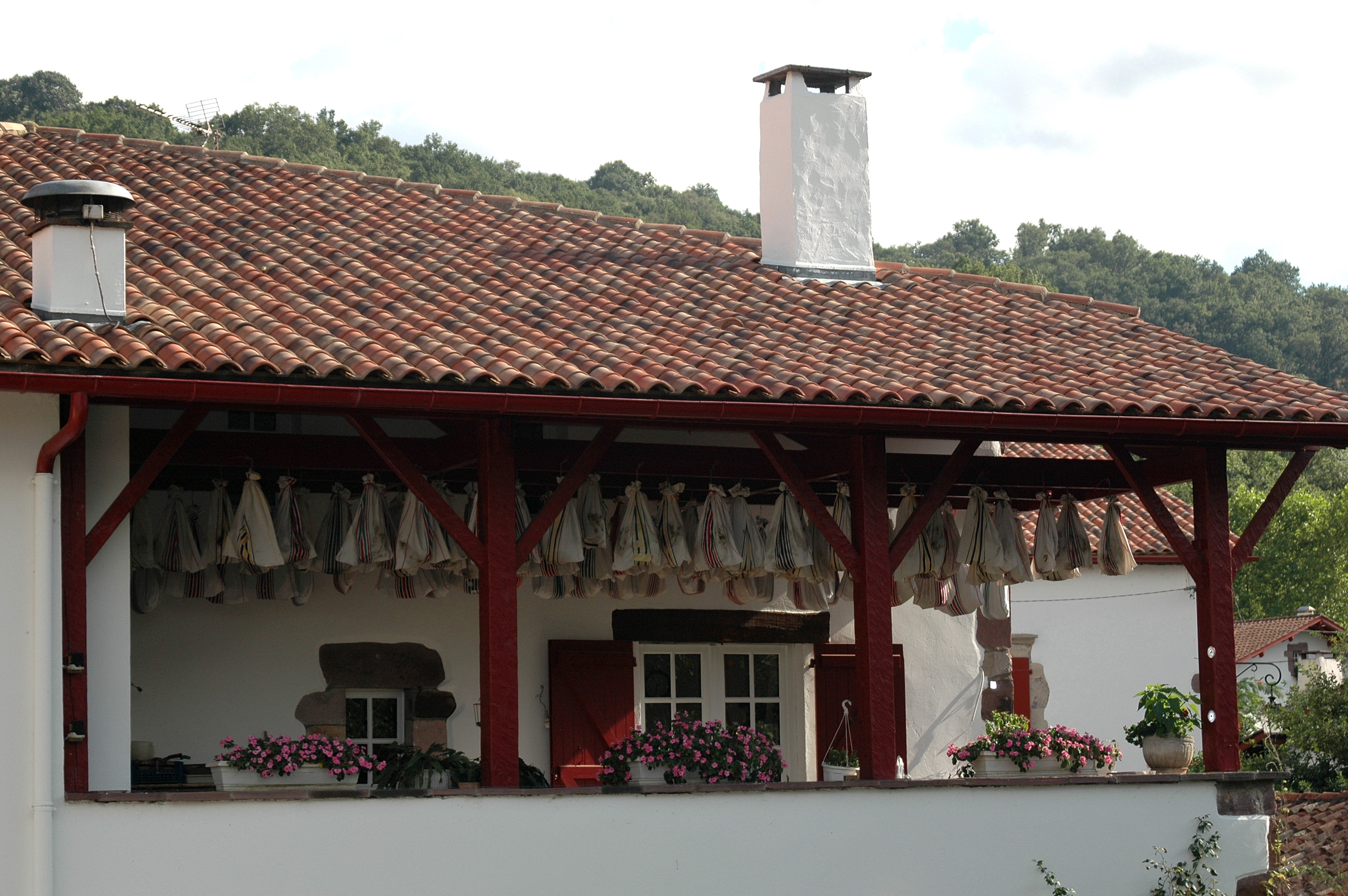
Salaisons le long de la Nive des Aldudes.
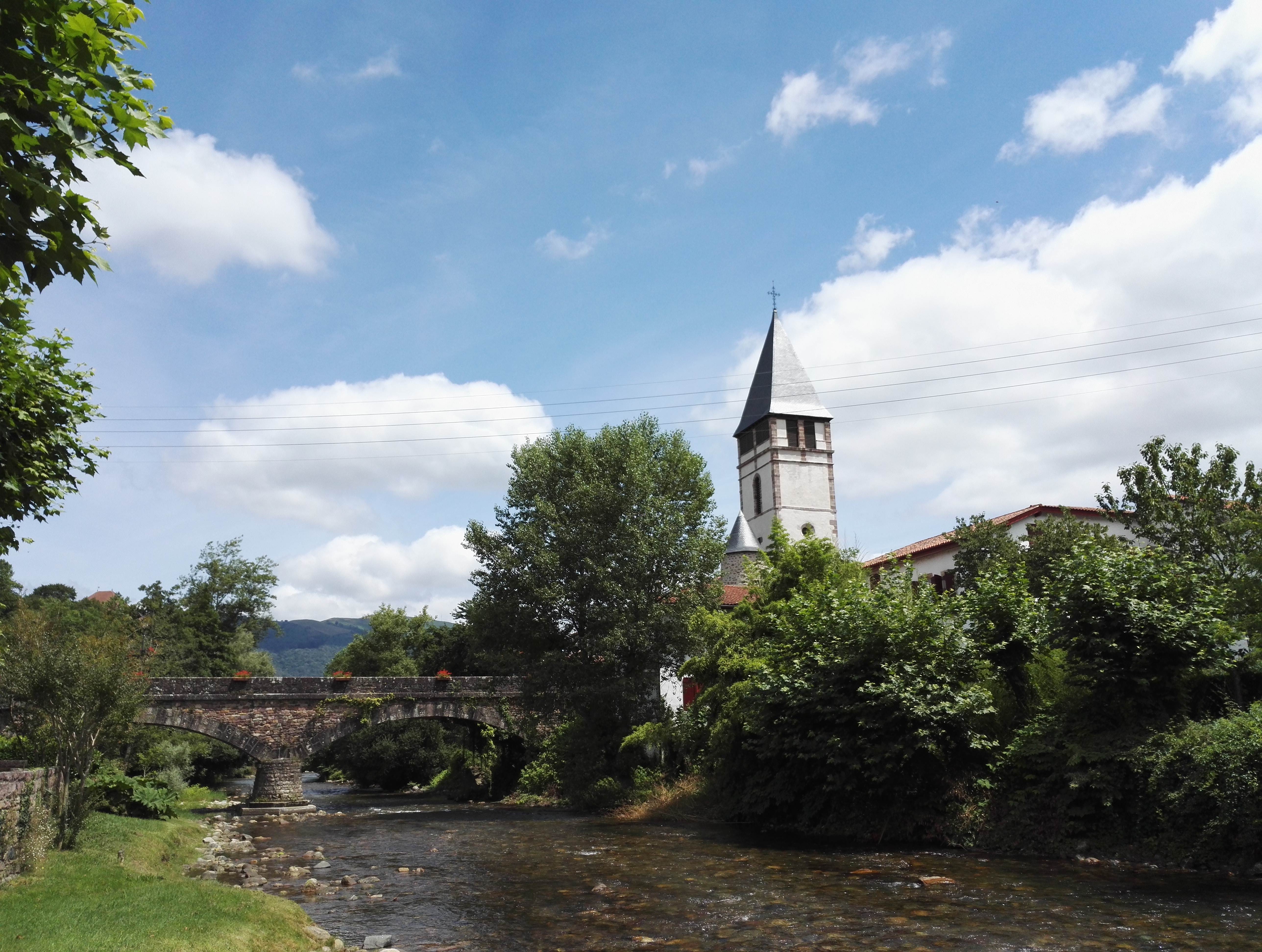
Le pont et l'église St-Étienne.

Le mois d'avril est le mois culturel de Baigorri, le point d'orgue de cet événement traditionnel se situe le dernier dimanche de ce mois avec Nafarroaren Eguna (la journée de la Navarre). C'est le jour où se retrouvent des dizaines de danseurs, de musiciens, d'artistes en tous genres, ainsi que plusieurs milliers de Basques des deux côtés de la frontière administrative.

### Patrimoine civil
- Un camp protohistorique est situé au lieu-dit Lamotainpareta et des fortifications, protohistoriques également, sont présentes au lieu-dit Quarraquey ;
- Le manoir appelé château de Licerasse ou Lizarazu[78] date de 1366 ;
- La maison forte appelée Jauregia d'Urdos[79] date des XIVe et XVIIe siècles ;
- Le pont romain, comme beaucoup de ponts dits romains du Pays basque, date du XVIIe siècle (1661). Il a été construit sur la Nive des Aldudes ;
- Le château d'Etxauz (Etchauz)[80],[81] date du XVIe siècle. L'édifice actuel, construit à la demande de Gratien d'Etchaux, date de 1555. Il fut modifié au milieu du XVIIIe siècle, puis restauré à la fin du XXe siècle ;
- La ferme Itze[82] date du XVIIe siècle tout comme la ferme Makozain[83] et la maison Martinxoloenia[84] ;
- La forge d'Etchaux[85] montre encore des vestiges de son haut-fourneau datant des XVIIe et XVIIIe siècles. Elle produisait les canons et les boulets pour la Marine royale et les corsaires ;
- La ferme Berhoa[86] date du XVIIIe siècle tout comme les fermes Iturraldea[87], et Jokoberro[88] et la maison Zuburia[89] ;

|  |  |

### Patrimoine religieux
- La chapelle Saint-Laurent-de-Guermiette[90] date des XIVe et XVIIe siècles.
- La chapelle Saint-Sauveur-d'Occos[91] date des XIVe et XVIIIe siècles.
- La chapelle d'Urdos[92] date du XVIIe siècle.
- La chapelle Notre-Dame[93] date du XVIIIe siècle.
- La chapelle Oilandoi, située au sommet du pic d'Oilarandoi, a été édifiée en 1942 sur les ruines d'un ermitage du XVIIIe siècle[94].
- L'église Saint-Étienne de Baïgorry[95] : les premières traces écrites mentionnant l'église remontent à 1253 comme possession de Roncevaux, mais certains vestiges sculptés romans datent du XIIe siècle. Elle a été ensuite modifiée aux XVIIe et XVIIIe siècles (construction de la voûte en 1733, du clocher en 1791). Le porche fut construit en 1940. Elle recèle du mobilier[96] du XVIIe au XIXe siècle.

|  |

### Personnalités liées à la commune

#### nées auXVIesiècle
- Bertrand d'Etchauz, né à Saint-Étienne-de-Baïgorry et décédé en 1641, fut évêque de Bayonne de 1598 à 1618.

#### nées auXVIIIesiècle
- Jean Isidore Harispe, né en 1768 à Saint-Étienne-de-Baïgorry et décédé en 1855 à Lacarre, est un maréchal de France.
- Thomas Etcheverry, né en 1774 à Saint-Étienne-de-Baïgorry et décédé en 1832 dans la même commune, est un homme politique, ancien maire de Saint-Étienne-de-Baïgorry et député.

#### nées auXIXesiècle
- Jean Amédée Etcheverry, né en 1801 à Saint-Étienne-de-Baïgorry et décédé en 1855 à Saint-Étienne-de-Baïgorry, est un homme politique français.
- Jean-Baptiste Etcheverry, né en 1805 à Saint-Étienne-de-Baïgorry et décédé en 1874 à Paris, est un homme politique français, fils de Thomas Etcheverry.
- Jean-Charles Harispe (15 juillet 1817, Saint-Étienne-de-Baïgorry - 11 février 1896, Lecumberry), homme politique.
- Arnauld Michel d'Abbadie d'Arrast, qui fut propriétaire du château d'Etchaux.
- Charles d'Abbadie d'Arrast, (1821-1901) propriétaire du château d'Etchaux et décédé dans la commune.
- Harry d'Abbadie d'Arrast, né en 1897 en Argentine, décédé en 1968, cinéaste réalisateur, qui fut propriétaire du château d'Etchaux.
- Jean Dutey y Vicenta Bergouignan, natifs de Saint-Étienne-de-Baïgorry émigrés en Uruguay, sont les arrière-grands-parents paternels de Juan Domingo Perón, président argentin à 4 reprises.

#### nées auXXesiècle
- Amédée Arcé, né à Saint-Étienne-de-Baïgorry en 1900, est un joueur de pelote basque qui fut quatre fois champion de France, et champion du monde en 1927.
- Michel Olçomendy, né en 1901 à Saint-Étienne-de-Baïgorry et mort à Singapour en 1977, est le premier archevêque de Singapour, en 1972.
- Jean Etcheverry-Aïnchart, né en 1914 et mort en 2003 à Saint-Étienne-de-Baïgorry, fut député à l'Assemblée nationale constituante (1945-1946) et conseiller général du canton de Saint-Étienne-de-Baïgorry (1945-1976).
- Jean Haritschelhar, né en 1923 à Saint-Étienne-de-Baïgorry et mort en 2013 à Biarritz, est un universitaire, politicien, chercheur en littérature et académicien basque. Ancien maire de la commune de 1971 à 1980.
- Pascal Mazzotti, né en 1923 à Saint-Étienne-de-Baïgorry et décédé en 2002 à Saint-Ouen-l'Aumône, est un comédien français.
- Erramun Martikorena, né en 1943 à Saint-Étienne-de-Baïgorry, est un chanteur basque.
- Agustin Errotabehere, né en 1945, est un auteur basque d’expression française.
- Pierre Bidart, né en 1947 à Saint-Étienne-de-Baïgorry et décédé en 2010 à Sofia, est un universitaire, anthropologue et bascologue.
- Aurelia Arkotxa, née le 3 octobre 1953 à Saint-Étienne-de-Baïgorry, est une poète et chercheuse. Elle fut désignée membre correspondante d'Euskaltzaindia, l'académie de la langue basque, le 31 janvier 2003, et membre titulaire depuis le 30 mars 2007.
- Filipe Bidart, né en 1953 à Saint-Étienne-de-Baïgorry, est fondateur et membre d'Iparretarrak.

### Héraldique
| Blason | Blasonnement : D'or à trois trangles ondées d'azur, au chef du même chargé d'un croissant versé d'argent et une champagne également d'azur chargée d'une étoile à huit rais d'argent. |